# Súlyosan veszélyeztetett állatfajok listája
Az alábbi a lista azokat az állatfajokat, illetve alfajokat tartalmazza, amelyek a Természetvédelmi Világszövetség Vörös Listáján a Súlyosan veszélyeztetett (Critically Endangered) besorolást kapták.
A lista a Vörös Lista 2010-es változatán alapszik. Eszerint 1742 állatfaj tartozik a „Súlyosan veszélyeztetett” kategóriába.

## Annelida

### Oligochaeta

#### Haplotaxida

##### Tubificidae
- Phallodrilus macmasterae

### Polychaeta

#### Nerillida

##### Nerillidae
- Mesonerilla prospera

## Arthropoda

### Arachnida

#### Araneae

##### Theraphosidae
- Poecilotheria hanumavilasumica
- Poecilotheria metallica

### Crustacea

#### Amphipoda

##### Bogidiellidae
- Bogidiella bermudensis

##### Gammaridae
- Gammarus desperatus

##### Hadziidae
- Pseudoniphargus grandimanus

##### Ingolfiellidae
- Ingolfiella longipes

##### Liljeborgiidae
- Idunella sketi

##### Paramelitidae
- Aquadulcaris pheronyx

##### Phoxocephalidae
- Cocoharpinia iliffei

#### Anostraca

##### Branchinectidae
- Branchinecta belki
- Branchinecta mexicana

##### Linderiellidae
- Dexteria floridana

##### Streptocephalidae
- Streptocephalus gracilis
- Streptocephalus moorei

##### Thamnocephalidae
- Branchinella lithaca

#### Calanoida

##### Epacteriscidae
- Erebonectes nesioticus

##### Platycopiidae
- Antrisocopia prehensilis
- Nanocopia minuta

##### Pseudocyclopiidae
- Paracyclopia naessi

#### Cyclopoida

##### Speleoithonidae
- Speleoithona bermudensis

#### Decapoda

##### Astacidae
- Pacifastacus fortis
- Pacifastacus nigrescens

##### Atyidae
- Typhlatya iliffei

##### Cambaridae
- Cambarus tartarus
- Cambarus zophonastes
- Fallicambarus petilicarpus
- Orconectes saxatilis
- Orconectes shoupi
- Procambarus angustatus
- Procambarus attiguus
- Procambarus delicatus
- Procambarus morrisi
- Procambarus nueces
- Procambarus steigmani
- Procambarus texanus

##### Gecarcinucidae
- Ceylonthelphusa callista
- Ceylonthelphusa durrelli
- Ceylonthelphusa kotagama
- Ceylonthelphusa nana
- Ceylonthelphusa nata
- Ceylonthelphusa orthos
- Ceylonthelphusa sanguinea
- Ceylonthelphusa savitriae
- Clinothelphusa kakoota
- Mahatha helaya
- Mahatha iora
- Mahatha lacuna
- Mahatha regina
- Oziothelphusa intuta
- Oziothelphusa kodagoda
- Parathelphusa reticulata
- Perbrinckia cracens
- Perbrinckia enodis
- Perbrinckia fido
- Perbrinckia gabadagei
- Perbrinckia glabra
- Perbrinckia morayensis
- Perbrinckia punctata
- Perbrinckia quadratus
- Perbrinckia rosae
- Perbrinckia scitula
- Phricotelphusa hockpingi

##### Hippolytidae
- Barbouria cubensis
- Somersiella sterreri

##### Potamidae
- Geothelphusa lanyu
- Geothelphusa lutao
- Johora singaporensis

##### Potamonautidae
- Liberonautes grandbassa
- Liberonautes lugbe

##### Procarididae
- Procaris chacei

##### Pseudothelphusidae
- Strengeriana antioquensis
- Tehuana veracruzana

#### Halocyprida

##### Halocyprididae
- Spelaeoecia bermudensis

#### Isopoda

##### Anthuridae
- Curassanthura bermudensis

##### Atlantasellidae
- Atlantasellus cavernicolus

##### Cirolanidae
- Bermudalana aruboides

##### Sphaeromatidae
- Thermosphaeroma cavicauda
- Thermosphaeroma dugesi
- Thermosphaeroma macrura
- Thermosphaeroma smithi

#### Mictacea

##### Mictocarididae
- Mictocaris halope

#### Misophrioida

##### Misophriidae
- Speleophria bivexilla
- Speleophria scottodicarloi

#### Mysidacea

##### Mysidae
- Bermudamysis speluncola
- Platyops sterreri

#### Podocopida

##### Cyprididae
- Kapcypriodopsis barnardi

### Diplopoda

#### Spirostreptida

##### Spirostreptidae
- Doratogonus major

### Insecta

#### Anoplura

##### Haematopinidae
- Haematopinus oliveri

#### Coleoptera

##### Carabidae
- Elaphrus viridis

##### Dytiscidae
- Hydrotarsus compunctus
- Meladema imbricata

##### Lucanidae
- Colophon berrisfordi
- Colophon cassoni
- Colophon montisatris
- Colophon primosi

##### Scarabaeidae
- Prodontria lewisi

##### Silphidae
- Nicrophorus americanus

##### Tenebrionidae
- Polposipus herculeanus

#### Dermaptera

##### Labiduridae
- Labidura herculeana

#### Diptera

##### Blepharoceridae
- Edwardsina tasmaniensis

#### Hymenoptera

##### Apidae
- Bombus franklini

##### Formicidae
- Adetomyrma venatrix
- Aneuretus simoni
- Nothomyrmecia macrops

#### Lepidoptera

##### Lycaenidae
- Chrysoritis cotrelli
- Lepidochrysops lotana
- Polyommatus humedasae

##### Nymphalidae
- Heliconius nattereri
- Parantica davidi

##### Papilionidae
- Atrophaneura jophon

##### Pieridae
- Pieris wollastoni

##### Sphingidae
- Euproserpinus wiesti

#### Odonata

##### Amphipterygidae
- Pentaphlebia gamblesi

##### Chlorocyphidae
- Chlorocypha jejuna
- Platycypha amboniensis
- Platycypha pinheyi
- Rhinocypha ogasawarensis

##### Coenagrionidae
- Acanthagrion taxaense
- Boninagrion ezoin
- Coenagriocnemis insularis
- Enallagma maldivensi
- Megalagrion leptodemas
- Megalagrion molokaiense
- Megalagrion nesiotes
- Minagrion ribeiroi
- Proischnura polychromaticum
- Pseudagrion mascagnii

##### Corduliidae
- Austrocordulia leonardi

##### Euphaeidae
- Cryptophaea saukra

##### Gomphidae
- Anisogomphus solitaris
- Burmagomphus sivalikensis
- Heliogomphus ceylonicus
- Heliogomphus lyratus
- Heliogomphus nietneri

##### Lestidae
- Indolestes boninensis
- Sinhalestes orientalis

##### Libellulidae
- Boninthemis insularis
- Elga newtonsantosi
- Erythrodiplax acantha
- Erythrodiplax nivea
- Libellula angelina
- Micrathyria kleerekoperi
- Micromacromia miraculosa
- Neodythemis takamandensis
- Sympetrum evanescens
- Tetrathemis denticauda
- Tetrathemis ruwensoriensis
- Trithemis nigra
- Zygonychidium gracile

##### Macromiidae
- Macromia flinti

##### Megapodagrionidae
- Amanipodagrion gilliesi
- Nesolestes nigeriensis

##### Platycnemididae
- Oreocnemis phoenix
- Platycnemis pembipes
- Risiocnemis seidenschwarzi

##### Platystictidae
- Drepanosticta adami
- Drepanosticta austeni
- Drepanosticta hilaris
- Drepanosticta montana
- Drepanosticta submontana
- Protosticta gracilis
- Protosticta plicata
- Protosticta rozendalorum

##### Protoneuridae
- Disparoneura ramajana
- Elattoneura leucostigma
- Elattoneura pluotae

##### Pseudostigmatidae
- Mecistogaster pronoti

#### Orthoptera

##### Acrididae
- Schayera baiulus

##### Tetrigidae
- Tettigidea empedonepia

##### Tettigoniidae
- Aglaothorax longipennis
- Hemisaga elongata
- Idiostatus middlekaufi
- Ixalodectes flectocercus
- Nanodectes bulbicercus
- Pachysaga strobila

#### Phasmida

##### Phasmatidae
- Dryococelus australis

## Chordata

### Actinopterygii

#### Acipenseriformes

##### Acipenseridae
- Acipenser dabryanus
- Acipenser sturio
- Pseudoscaphirhynchus fedtschenkoi
- Pseudoscaphirhynchus hermanni
- Scaphirhynchus suttkusi

##### Polyodontidae
- Psephurus gladius

#### Anguilliformes

##### Anguillidae
- Anguilla anguilla

#### Atheriniformes

##### Atherinidae
- Poblana alchichica

##### Atherinopsidae
- Atherinella jiloaensis

##### Bedotiidae
- Bedotia sp. nov. 'Manombo'
- Bedotia sp. nov. 'Sambava'
- Bedotia sp. nov. 'Vevembe'
- Bedotia tricolor

##### Melanotaeniidae
- Chilatherina sentaniensis
- Glossolepis wanamensis

##### Pseudomugilidae
- Kiunga ballochi
- Scaturiginichthys vermeilipinnis

#### Beloniformes

##### Adrianichthyidae
- Adrianichthys kruyti
- Xenopoecilus poptae

#### Characiformes

##### Alestidae
- Rhabdalestes leleupi

##### Distichodontidae
- Neolebias lozii

#### Clupeiformes

##### Clupeidae
- Alosa killarnensis
- Alosa vistonica
- Clupeonella abrau

#### Cypriniformes

##### Balitoridae
- Barbatula eregliensis
- Barbatula simavica
- Nemacheilus dori
- Sphaerophysa dianchiensis
- Yunnanilus discoloris

##### Catostomidae
- Chasmistes cujus

##### Cobitidae
- Cobitis bilseli
- Cobitis illyrica
- Cobitis puncticulata
- Cobitis stephanidisi
- Cobitis taurica
- Yasuhikotakia sidthimunki

##### Cyprinidae
- Acheilognathus elongatus
- Alburnus macedonicus
- Alburnus mandrensis
- Alburnus vistonicus
- Anabarilius andersoni
- Barbus erubescens
- Barbus euboicus
- Barbus ruasae
- Barbus sp. nov. 'Banhine'
- Capoeta pestai
- Cephalakompsus pachycheilus
- Chela caeruleostigmata
- Cyprinella alvarezdelvillari
- Cyprinella bocagrande
- Cyprinus fuxianensis
- Cyprinus micristius
- Cyprinus qionghaiensis
- Delminichthys jadovensis
- Delminichthys krbavensis
- Dionda mandibularis
- Garra ghorensis
- Gila modesta
- Gila nigrescens
- Gobio delyamurei
- Hampala lopezi
- Hemigrammocapoeta kemali
- Iberochondrostoma almacai
- Iberochondrostoma lusitanicus
- Iberochondrostoma oretanum
- Iberocypris palaciosi
- Labeo lankae
- Labeo potail
- Lepidomeda albivallis
- Mandibularca resinus
- Moapa coriacea
- Notropis cahabae
- Notropis mekistocholas
- Notropis moralesi
- Ospatulus truncatus
- Parachondrostoma arrigonis
- Pelasgus epiroticus
- Pelasgus laconicus
- Phoxinellus dalmaticus
- Pseudobarbus burchelli
- Pseudophoxinus egridiri
- Pseudophoxinus fahirae
- Pseudophoxinus handlirschi
- Pseudophoxinus syriacus
- Pseudophoxinus zeregi
- Puntius amarus
- Puntius bandula
- Puntius baoulan
- Puntius clemensi
- Puntius disa
- Puntius flavifuscus
- Puntius herrei
- Puntius katalo
- Puntius lanaoensis
- Puntius manalak
- Puntius tras
- Scardinius graecus
- Scardinius racovitzai
- Scardinius scardafa
- Schizothorax grahami
- Sinocyclocheilus grahami
- Spratellicypris palata
- Squalius sp. nov. 'Evia'
- Telestes fontinalis
- Telestes polylepis
- Telestes turskyi
- Varicorhinus platystoma
- Varicorhinus ruandae
- Xenocypris yunnanensis

#### Cyprinodontiformes

##### Aplocheilidae
- Pachypanchax sakaramyi

##### Cyprinodontidae
- Aphanius almiriensis
- Aphanius richardsoni
- Aphanius sirhani
- Aphanius splendens
- Aphanius transgrediens
- Cyprinodon bovinus
- Cyprinodon labiosus
- Cyprinodon meeki
- Cyprinodon pachycephalus
- Cyprinodon pecosensis
- Cyprinodon verecundus
- Cyprinodon veronicae
- Lucania interioris
- Valencia hispanica
- Valencia letourneuxi

##### Goodeidae
- Allotoca diazi
- Allotoca maculata
- Girardinichthys viviparus
- Hubbsina turneri
- Zoogoneticus tequila

##### Poeciliidae
- Aplocheilichthys sp. nov. 'Baringo'
- Gambusia eurystoma
- Pantanodon sp. nov. 'Manombo'
- Poecilia latipunctata
- Poecilia sulphuraria
- Xiphophorus couchianus

##### Rivulidae
- Austrolebias cinereus

#### Gadiformes

##### Moridae
- Physiculus helenaensis

#### Gasterosteiformes

##### Gasterosteidae
- Pungitius hellenicus

#### Gonorynchiformes

##### Kneriidae
- Kneria sp. nov. 'South Africa'

#### Lophiiformes

##### Brachionichthyidae
- Brachionichthys hirsutus

#### Perciformes

##### Belontiidae
- Betta miniopinna
- Betta persephone
- Betta spilotogena

##### Blenniidae
- Salaria economidisi

##### Callionymidae
- Callionymus sanctaehelenae

##### Cichlidae
- Amphilophus zaliosus
- Astatotilapia sp. nov. 'dwarf bigeye scraper'
- Haplochromis annectidens
- Haplochromis argenteus
- Haplochromis bayoni
- Haplochromis beadlei
- Haplochromis cavifrons
- Haplochromis chromogynos
- Haplochromis crocopeplus
- Haplochromis guiarti
- Haplochromis harpakteridion
- Haplochromis heusinkveldi
- Haplochromis howesi
- Haplochromis latifasciatus
- Haplochromis maculipinna
- Haplochromis maxillaris
- Haplochromis megalops
- Haplochromis mento
- Haplochromis microdon
- Haplochromis paropius
- Haplochromis phytophagus
- Haplochromis piceatus
- Haplochromis pitmani
- Haplochromis plagiostoma
- Haplochromis sp. nov. 'Amboseli'
- Haplochromis sp. nov. 'ruby'
- Haplochromis spekii
- Haplochromis victorianus
- Haplochromis welcommei
- Konia dikume
- Konia eisentrauti
- Lamprologus kungweensis
- Lipochromis sp. nov. 'backflash cryptodon'
- Lipochromis sp. nov. 'small obesoid'
- Lipochromis sp. nov. 'black cryptodon'
- Lipochromis sp. nov. 'parvidens-like'
- Lithochromis rubripinnis
- Lithochromis rufus
- Lithochromis xanthopteryx
- Macropleurodus bicolor
- Myaka myaka
- Neochromis simotes
- Oreochromis chungruruensis
- Oreochromis esculentus
- Oreochromis hunteri
- Oreochromis jipe
- Oreochromis karomo
- Oreochromis mortimeri
- Oreochromis pangani
- Oreochromis variabilis
- Orthochromis uvinzae
- Oxylapia polli
- Paralabidochromis victoriae
- Paratilapia sp. nov. 'Vevembe'
- Paretroplus maculatus
- Paretroplus menarambo
- Ptychochromis sp. nov. 'Joba mena'
- Ptychochromoides betsileanus
- Ptychochromoides vondrozo
- Ptyochromis sp. nov. 'rainbow sheller'
- Ptyochromis sp. nov. 'Rusinga oral sheller'
- Pungu maclareni
- Sarotherodon caroli
- Sarotherodon linnellii
- Sarotherodon lohbergeri
- Sarotherodon steinbachi
- Stomatepia mariae
- Stomatepia mongo
- Stomatepia pindu
- Tilapia guinasana
- Tristramella sacra
- Xystichromis sp. nov. 'Kyoga flameback'

##### Eleotridae
- Mogurnda furva
- Mogurnda variegata

##### Gobiidae
- Chlamydogobius micropterus
- Chlamydogobius squamigenus
- Knipowitschia cameliae
- Knipowitschia ephesi
- Knipowitschia mermere
- Knipowitschia milleri
- Knipowitschia sp. nov. 'Visovac'
- Pandaka pygmaea
- Proterorhinus tataricus
- Weberogobius amadi

##### Percichthyidae
- Maccullochella peelii

##### Percidae
- Romanichthys valsanicola
- Zingel asper

##### Polyprionidae
- Stereolepis gigas

##### Sciaenidae
- Bahaba taipingensis
- Totoaba macdonaldi

##### Scombridae
- Thunnus maccoyii

##### Serranidae
- Epinephelus drummondhayi
- Epinephelus itajara
- Epinephelus nigritus

#### Percopsiformes

##### Amblyopsidae
- Speoplatyrhinus poulsoni

#### Salmoniformes

##### Galaxiidae
- Galaxias fontanus
- Galaxias fuscus
- Galaxias johnstoni
- Galaxias pedderensis

##### Salmonidae
- Coregonus bavaricus
- Coregonus hoferi
- Coregonus pennantii
- Coregonus reighardi
- Coregonus trybomi
- Hucho perryi
- Oncorhynchus apache
- Oncorhynchus formosanus
- Salmo carpio
- Salmo ezenami
- Salmo platycephalus
- Salvelinus grayi
- Salvelinus lonsdalii
- Salvelinus obtusus

#### Scorpaeniformes

##### Cottidae
- Cottus paulus
- Cottus rondeleti

##### Scorpaenidae
- Sebastes paucispinus

#### Siluriformes

##### Astroblepidae
- Astroblepus ubidiai

##### Bagridae
- Pseudobagrus medianalis

##### Clariidae
- Clarias cavernicola
- Clarias maclareni
- Encheloclarias curtisoma
- Encheloclarias kelioides
- Xenoclarias eupogon

##### Ictaluridae
- Noturus baileyi
- Noturus trautmani

##### Mochokidae
- Chiloglanis lufirae
- Chiloglanis ruziziensis

##### Pangasiidae
- Pangasianodon gigas
- Pangasius sanitwongsei

##### Siluridae
- Silurus mento

##### Trichomycteridae
- Trichomycterus venulosus

#### Syngnathiformes

##### Syngnathidae
- Syngnathus watermeyeri

### Amphibia

#### Anura

##### Amphignathodontidae
- Gastrotheca lauzuricae
- Gastrotheca zeugocystis

##### Aromobatidae
- Allobates juanii
- Aromobates leopardalis
- Aromobates meridensis
- Aromobates nocturnus
- Mannophryne caquetio
- Mannophryne cordilleriana
- Mannophryne lamarcai
- Mannophryne neblina
- Mannophryne olmonae
- Prostherapis dunni

##### Arthroleptidae
- Arthroleptis troglodytes
- Astylosternus nganhanus
- Cardioglossa alsco
- Cardioglossa trifasciata
- Leptodactylodon erythrogaster

##### Bufonidae
- Adenomus dasi
- Amietophrynus taiensis
- Andinophryne colomai
- Atelopus andinus
- Atelopus angelito
- Atelopus arsyecue
- Atelopus arthuri
- Atelopus balios
- Atelopus bomolochos
- Atelopus boulengeri
- Atelopus carauta
- Atelopus carbonerensis
- Atelopus carrikeri
- Atelopus chiriquiensis
- Atelopus chocoensis
- Atelopus chrysocorallus
- Atelopus coynei
- Atelopus cruciger
- Atelopus ebenoides
- Atelopus elegans
- Atelopus epikeisthos
- Atelopus erythropus
- Atelopus eusebianus
- Atelopus exiguus
- Atelopus famelicus
- Atelopus farci
- Atelopus galactogaster
- Atelopus glyphus
- Atelopus guanujo
- Atelopus guitarraensis
- Atelopus halihelos
- Atelopus laetissimus
- Atelopus lozanoi
- Atelopus lynchi
- Atelopus mandingues
- Atelopus mindoensis
- Atelopus minutulus
- Atelopus monohernandezii
- Atelopus mucubajiensis
- Atelopus muisca
- Atelopus nahumae
- Atelopus nanay
- Atelopus nepiozomus
- Atelopus nicefori
- Atelopus onorei
- Atelopus oxyrhynchus
- Atelopus pachydermus
- Atelopus pedimarmoratus
- Atelopus peruensis
- Atelopus petersi
- Atelopus petriruizi
- Atelopus pictiventris
- Atelopus pinangoi
- Atelopus planispina
- Atelopus pulcher
- Atelopus pyrodactylus
- Atelopus quimbaya
- Atelopus reticulatus
- Atelopus seminiferus
- Atelopus senex
- Atelopus sernai
- Atelopus simulatus
- Atelopus sonsonensis
- Atelopus sorianoi
- Atelopus subornatus
- Atelopus tamaensis
- Atelopus varius
- Atelopus walkeri
- Atelopus zeteki
- Bufo sumatranus
- Churamiti maridadi
- Incilius cristatus
- Incilius fastidiosus
- Incilius peripatetes
- Leptophryne cruentata
- Melanophryniscus langonei
- Nectophrynoides paulae
- Nectophrynoides poyntoni
- Nectophrynoides wendyae
- Nimbaphrynoides liberiensis
- Nimbaphrynoides occidentalis
- Pelophryne linanitensis
- Pelophryne murudensis
- Peltophryne florentinoi
- Peltophryne fluviatica
- Peltophryne lemur
- Rhinella amabilis
- Rhinella chavin
- Rhinella rostrata
- Werneria iboundji
- Wolterstorffina chirioi

##### Calyptocephalellidae
- Telmatobufo bullocki

##### Centrolenidae
- Centrolene ballux
- Centrolene gemmatum
- Centrolene heloderma
- Hyalinobatrachium crybetes
- Nymphargus anomalus
- Nymphargus laurae

##### Ceratobatrachidae
- Platymantis insulatus

##### Ceratophryidae
- Telmatobius atacamensis
- Telmatobius cirrhacelis
- Telmatobius culeus
- Telmatobius espadai
- Telmatobius gigas
- Telmatobius niger
- Telmatobius pefauri
- Telmatobius punctatus
- Telmatobius vellardi
- Telmatobius zapahuirensis

##### Craugastoridae
- Craugastor anciano
- Craugastor andi
- Craugastor angelicus
- Craugastor catalinae
- Craugastor coffeus
- Craugastor cruzi
- Craugastor emcelae
- Craugastor emleni
- Craugastor epochthidius
- Craugastor fecundus
- Craugastor fleischmanni
- Craugastor glaucus
- Craugastor greggi
- Craugastor guerreroensis
- Craugastor lineatus
- Craugastor megalotympanum
- Craugastor merendonensis
- Craugastor milesi
- Craugastor olanchano
- Craugastor omoaensis
- Craugastor polymniae
- Craugastor pozo
- Craugastor ranoides
- Craugastor saltuarius
- Craugastor stadelmani
- Craugastor tabasarae
- Craugastor taurus
- Craugastor trachydermus

##### Cryptobatrachidae
- Cryptobatrachus nicefori

##### Cycloramphidae
- Alsodes montanus
- Alsodes tumultuosus
- Alsodes vanzolinii
- Cycloramphus faustoi
- Eupsophus insularis
- Insuetophrynus acarpicus
- Odontophrynus moratoi
- Rhinoderma rufum

##### Dendrobatidae
- Ameerega ingeri
- Ameerega planipaleae
- Colostethus jacobuspetersi
- Hyloxalus anthracinus
- Hyloxalus delatorreae
- Hyloxalus edwardsi
- Hyloxalus ruizi
- Hyloxalus vertebralis
- Minyobates steyermarki
- Oophaga lehmanni
- Ranitomeya abdita
- Ranitomeya dorisswansonae

##### Dicroglossidae
- Fejervarya murthii
- Ingerana charlesdarwini
- Nannophrys marmorata

##### Eleutherodactylidae
- Eleutherodactylus albipes
- Eleutherodactylus alticola
- Eleutherodactylus amadeus
- Eleutherodactylus apostates
- Eleutherodactylus bakeri
- Eleutherodactylus bartonsmithi
- Eleutherodactylus blairhedgesi
- Eleutherodactylus bresslerae
- Eleutherodactylus brevirostris
- Eleutherodactylus caribe
- Eleutherodactylus cavernicola
- Eleutherodactylus chlorophenax
- Eleutherodactylus corona
- Eleutherodactylus cubanus
- Eleutherodactylus darlingtoni
- Eleutherodactylus dixoni
- Eleutherodactylus dolomedes
- Eleutherodactylus eneidae
- Eleutherodactylus eunaster
- Eleutherodactylus fowleri
- Eleutherodactylus furcyensis
- Eleutherodactylus fuscus
- Eleutherodactylus glandulifer
- Eleutherodactylus glanduliferoides
- Eleutherodactylus grandis
- Eleutherodactylus griphus
- Eleutherodactylus iberia
- Eleutherodactylus jasperi
- Eleutherodactylus jaumei
- Eleutherodactylus juanariveroi
- Eleutherodactylus jugans
- Eleutherodactylus junori
- Eleutherodactylus karlschmidti
- Eleutherodactylus lamprotes
- Eleutherodactylus leoncei
- Eleutherodactylus locustus
- Eleutherodactylus lucioi
- Eleutherodactylus mariposa
- Eleutherodactylus nortoni
- Eleutherodactylus orcutti
- Eleutherodactylus orientalis
- Eleutherodactylus oxyrhyncus
- Eleutherodactylus parabates
- Eleutherodactylus parapelates
- Eleutherodactylus paulsoni
- Eleutherodactylus pezopetrus
- Eleutherodactylus poolei
- Eleutherodactylus rhodesi
- Eleutherodactylus richmondi
- Eleutherodactylus rivularis
- Eleutherodactylus rufescens
- Eleutherodactylus rufifemoralis
- Eleutherodactylus schmidti
- Eleutherodactylus sciagraphus
- Eleutherodactylus semipalmatus
- Eleutherodactylus sisyphodemus
- Eleutherodactylus symingtoni
- Eleutherodactylus tetajulia
- Eleutherodactylus thorectes
- Eleutherodactylus tonyi
- Eleutherodactylus turquinensis
- Eleutherodactylus ventrilineatus
- Eleutherodactylus warreni

##### Heleophrynidae
- Heleophryne hewitti
- Heleophryne rosei

##### Hylidae
- Agalychnis moreletii
- Bokermannohyla izecksohni
- Bromeliohyla dendroscarta
- Charadrahyla altipotens
- Charadrahyla trux
- Dendropsophus amicorum
- Duellmanohyla salvavida
- Duellmanohyla soralia
- Duellmanohyla uranochroa
- Ecnomiohyla echinata
- Ecnomiohyla rabborum
- Ecnomiohyla salvaje
- Ecnomiohyla valancifer
- Exerodonta perkinsi
- Hyla bocourti
- Hyla heinzsteinitzi
- Hylomantis lemur
- Hyloscirtus chlorosteus
- Hyloscirtus colymba
- Hyloscirtus ptychodactylus
- Hypsiboas cymbalum
- Isthmohyla angustilineata
- Isthmohyla calypsa
- Isthmohyla debilis
- Isthmohyla graceae
- Isthmohyla insolita
- Isthmohyla rivularis
- Isthmohyla tica
- Litoria booroolongensis
- Litoria castanea
- Litoria lorica
- Litoria myola
- Litoria nyakalensis
- Litoria piperata
- Litoria spenceri
- Megastomatohyla mixe
- Megastomatohyla pellita
- Phyllodytes auratus
- Phyllomedusa ayeaye
- Plectrohyla acanthodes
- Plectrohyla avia
- Plectrohyla calthula
- Plectrohyla calvicollina
- Plectrohyla celata
- Plectrohyla cembra
- Plectrohyla chryses
- Plectrohyla chrysopleura
- Plectrohyla crassa
- Plectrohyla cyanomma
- Plectrohyla dasypus
- Plectrohyla ephemera
- Plectrohyla exquisita
- Plectrohyla guatemalensis
- Plectrohyla hartwegi
- Plectrohyla hazelae
- Plectrohyla ixil
- Plectrohyla pachyderma
- Plectrohyla pokomchi
- Plectrohyla psarosema
- Plectrohyla pycnochila
- Plectrohyla quecchi
- Plectrohyla sabrina
- Plectrohyla siopela
- Plectrohyla tecunumani
- Plectrohyla teuchestes
- Plectrohyla thorectes
- Ptychohyla dendrophasma
- Ptychohyla hypomykter
- Ptychohyla macrotympanum
- Ptychohyla sanctaecrucis
- Scinax alcatraz
- Scinax faivovichi
- Scinax peixotoi

##### Hyperoliidae
- Alexteroon jynx
- Hyperolius watsonae

##### Leiopelmatidae
- Leiopelma archeyi

##### Leiuperidae
- Somuncuria somuncurensis

##### Leptodactylidae
- Leptodactylus fallax
- Leptodactylus magistris
- Leptodactylus silvanimbus

##### Limnodynastidae
- Philoria frosti

##### Mantellidae
- Boophis williamsi
- Mantella aurantiaca
- Mantella cowanii
- Mantella milotympanum
- Mantidactylus pauliani

##### Megophryidae
- Leptobrachella palmata
- Oreolalax liangbeiensis
- Scutiger maculatus

##### Micrixalidae
- Micrixalus kottigeharensis

##### Microhylidae
- Albericus siegfriedi
- Cophixalus concinnus
- Cophyla berara
- Microhyla karunaratnei
- Parhoplophryne usambarica
- Stumpffia helenae

##### Myobatrachidae
- Geocrinia alba
- Pseudophryne corroboree
- Taudactylus acutirostris
- Taudactylus eungellensis
- Taudactylus pleione
- Taudactylus rheophilus

##### Petropedetidae
- Conraua derooi
- Petropedetes dutoiti

##### Pipidae
- Xenopus longipes

##### Pyxicephalidae
- Anhydrophryne ngongoniensis
- Microbatrachella capensis

##### Ranidae
- Glandirana minima
- Lithobates chichicuahutla
- Lithobates omiltemanus
- Lithobates pueblae
- Lithobates sevosus
- Lithobates subaquavocalis
- Lithobates tlaloci
- Lithobates vibicarius
- Odorrana wuchuanensis
- Pelophylax cerigensis
- Rana chevronta
- Rana holtzi

##### Ranixalidae
- Indirana gundia
- Indirana phrynoderma

##### Rhacophoridae
- Philautus chalazodes
- Philautus griet
- Philautus jacobsoni
- Philautus limbus
- Philautus lunatus
- Philautus macropus
- Philautus nemus
- Philautus papillosus
- Philautus ponmudi
- Philautus procax
- Philautus sanctisilvaticus
- Philautus shillongensis
- Philautus simba
- Philautus sp. nov. 'Amboli Forest'
- Philautus sp. nov. 'Munnar'
- Polypedates fastigo
- Rhacophorus pseudomalabaricus

##### Strabomantidae
- Atopophrynus syntomopus
- Holoaden bradei
- Hypodactylus lucida
- Niceforonia adenobrachia
- Oreobates pereger
- Oreobates zongoensis
- Phrynopus dagmarae
- Phrynopus heimorum
- Phrynopus juninensis
- Phrynopus kauneorum
- Phrynopus tautzorum
- Pristimantis albericoi
- Pristimantis bernali
- Pristimantis hamiotae
- Pristimantis lichenoides
- Pristimantis phragmipleuron
- Pristimantis simonsii
- Pristimantis torrenticola
- Pristimantis tribulosus
- Pristimantis veletis
- Psychrophrynella guillei
- Psychrophrynella illimani
- Psychrophrynella kallawaya
- Psychrophrynella saltator
- Strabomantis helonotus

#### Caudata

##### Ambystomatidae
- Ambystoma amblycephalum
- Ambystoma andersoni
- Ambystoma bombypellum
- Ambystoma dumerilii
- Ambystoma granulosum
- Ambystoma leorae
- Ambystoma lermaense
- Ambystoma mexicanum
- Ambystoma taylori

##### Cryptobranchidae
- Andrias davidianus

##### Hynobiidae
- Hynobius abei
- Hynobius amjiensis
- Hynobius okiensis
- Paradactylodon gorganensis
- Paradactylodon mustersi

##### Plethodontidae
- Bolitoglossa capitana
- Bolitoglossa carri
- Bolitoglossa decora
- Bolitoglossa diaphora
- Bolitoglossa longissima
- Bolitoglossa oresbia
- Bolitoglossa synoria
- Bradytriton silus
- Chiropterotriton arboreus
- Chiropterotriton chiropterus
- Chiropterotriton lavae
- Chiropterotriton magnipes
- Chiropterotriton terrestris
- Cryptotriton monzoni
- Cryptotriton veraepacis
- Cryptotriton wakei
- Dendrotriton bromeliacius
- Dendrotriton cuchumatanus
- Nototriton brodiei
- Nototriton lignicola
- Nototriton major
- Oedipina altura
- Oedipina maritima
- Oedipina paucidentata
- Oedipina tomasi
- Parvimolge townsendi
- Pseudoeurycea ahuitzotl
- Pseudoeurycea anitae
- Pseudoeurycea aquatica
- Pseudoeurycea brunnata
- Pseudoeurycea exspectata
- Pseudoeurycea gigantea
- Pseudoeurycea goebeli
- Pseudoeurycea juarezi
- Pseudoeurycea lynchi
- Pseudoeurycea naucampatepetl
- Pseudoeurycea nigra
- Pseudoeurycea nigromaculata
- Pseudoeurycea parva
- Pseudoeurycea praecellens
- Pseudoeurycea rex
- Pseudoeurycea robertsi
- Pseudoeurycea saltator
- Pseudoeurycea smithi
- Pseudoeurycea tlahcuiloh
- Pseudoeurycea unguidentis
- Thorius aureus
- Thorius infernalis
- Thorius magnipes
- Thorius minutissimus
- Thorius minydemus
- Thorius munificus
- Thorius narismagnus
- Thorius narisovalis
- Thorius pennatulus
- Thorius smithi
- Thorius spilogaster

##### Salamandridae
- Calotriton arnoldi
- Echinotriton chinhaiensis
- Lyciasalamandra billae
- Neurergus kaiseri
- Neurergus microspilotus

#### Gymnophiona

##### Caeciliidae
- Boulengerula niedeni

### Aves

#### Anseriformes

##### Anatidae
- Anas laysanensis
- Anas nesiotis
- Aythya innotata
- Mergus octosetaceus
- Rhodonessa caryophyllacea
- Tadorna cristata

#### Apodiformes

##### Trochilidae
- Amazilia luciae
- Coeligena orina
- Eriocnemis godini
- Eriocnemis isabellae
- Eriocnemis mirabilis
- Eriocnemis nigrivestis
- Lepidopyga lilliae
- Lophornis brachylophus
- Sephanoides fernandensis

#### Caprimulgiformes

##### Aegothelidae
- Aegotheles savesi

##### Caprimulgidae
- Caprimulgus noctitherus
- Siphonorhis americana

#### Charadriiformes

##### Alcidae
- Brachyramphus brevirostris

##### Charadriidae
- Charadrius sanctaehelenae
- Vanellus gregarius
- Vanellus macropterus

##### Glareolidae
- Rhinoptilus bitorquatus

##### Laridae
- Sterna bernsteini

##### Recurvirostridae
- Himantopus novaezelandiae

##### Scolopacidae
- Eurynorhynchus pygmeus
- Numenius borealis
- Numenius tenuirostris

#### Ciconiiformes

##### Ardeidae
- Ardea insignis

##### Threskiornithidae
- Bostrychia bocagei
- Geronticus eremita
- Pseudibis davisoni
- Thaumatibis gigantea

#### Columbiformes

##### Columbidae
- Claravis godefrida
- Columba argentina
- Columbina cyanopis
- Gallicolumba erythroptera
- Gallicolumba keayi
- Gallicolumba menagei
- Gallicolumba platenae
- Leptotila wellsi
- Ptilinopus arcanus

#### Coraciiformes

##### Alcedinidae
- Todiramphus gambieri
- Todiramphus godeffroyi

##### Bucerotidae
- Aceros waldeni
- Anthracoceros montani

#### Cuculiformes

##### Cuculidae
- Carpococcyx viridis
- Centropus steerii

#### Falconiformes

##### Accipitridae
- Buteo ridgwayi
- Chondrohierax wilsonii
- Gyps bengalensis
- Gyps indicus
- Gyps tenuirostris
- Haliaeetus vociferoides
- Leptodon forbesi
- Pithecophaga jefferyi
- Sarcogyps calvus
- Spizaetus floris

##### Cathartidae
- Gymnogyps californianus

#### Galliformes

##### Cracidae
- Crax alberti
- Penelope albipennis
- Pipile pipile

##### Phasianidae
- Francolinus ochropectus
- Ophrysia superciliosa

#### Gruiformes

##### Gruidae
- Grus leucogeranus

##### Otididae
- Houbaropsis bengalensis

##### Rallidae
- Gallinula pacifica
- Gallinula silvestris
- Gallirallus lafresnayanus

#### Passeriformes

##### Alaudidae
- Alauda razae
- Heteromirafra archeri
- Heteromirafra sidamoensis

##### Campephagidae
- Coracina newtoni

##### Cisticolidae
- Apalis fuscigularis

##### Colluricinclidae
- Colluricincla sanghirensis

##### Corvidae
- Corvus kubaryi
- Corvus unicolor

##### Cotingidae
- Calyptura cristata

##### Dicaeidae
- Dicaeum quadricolor

##### Emberizidae
- Amaurospiza carrizalensis
- Atlapetes blancae
- Atlapetes pallidiceps
- Camarhynchus heliobates
- Camarhynchus pauper
- Rowettia goughensis
- Sporophila melanops
- Sporophila zelichi

##### Formicariidae
- Grallaria chthonia

##### Fringillidae
- Hemignathus lucidus
- Loxioides bailleui
- Loxops caeruleirostris
- Melamprosops phaeosoma
- Neospiza concolor
- Oreomystis bairdi
- Palmeria dolei
- Paroreomyza maculata
- Pseudonestor xanthophrys
- Psittirostra psittacea
- Pyrrhula murina
- Telespiza ultima

##### Furnariidae
- Aphrastura masafuerae
- Cinclodes aricomae
- Philydor novaesi

##### Hirundinidae
- Eurochelidon sirintarae

##### Icteridae
- Icterus oberi

##### Laniidae
- Lanius newtoni

##### Malaconotidae
- Malaconotus alius

##### Meliphagidae
- Gymnomyza aubryana

##### Mimidae
- Mimus graysoni
- Mimus trifasciatus
- Toxostoma guttatum

##### Monarchidae
- Eutrichomyias rowleyi
- Monarcha boanensis
- Pomarea nigra
- Pomarea whitneyi
- Terpsiphone corvina

##### Muscicapidae
- Cyornis ruckii

##### Oriolidae
- Oriolus isabellae

##### Parulidae
- Geothlypis beldingi
- Leucopeza semperi
- Vermivora bachmanii

##### Pipridae
- Antilophia bokermanni

##### Polioptilidae
- Polioptila clementsi

##### Pycnonotidae
- Phyllastrephus leucolepis

##### Rhinocryptidae
- Eleoscytalopus psychopompus
- Merulaxis stresemanni

##### Sturnidae
- Aplonis pelzelni
- Leucopsar rothschildi

##### Sylviidae
- Acrocephalus familiaris
- Acrocephalus luscinius
- Artisornis moreaui

##### Thamnophilidae
- Formicivora littoralis
- Myrmotherula fluminensis
- Myrmotherula snowi

##### Thraupidae
- Conothraupis mesoleuca
- Nemosia rourei

##### Timaliidae
- Garrulax courtoisi

##### Troglodytidae
- Henicorhina negreti
- Thryothorus nicefori

##### Turdidae
- Myadestes lanaiensis
- Myadestes palmeri
- Turdus helleri

##### Zosteropidae
- Cleptornis marchei
- Rukia ruki
- Zosterops albogularis
- Zosterops chloronothus
- Zosterops nehrkorni
- Zosterops rotensis

#### Pelecaniformes

##### Fregatidae
- Fregata andrewsi

##### Phalacrocoracidae
- Phalacrocorax onslowi

#### Piciformes

##### Picidae
- Campephilus imperialis
- Campephilus principalis
- Celeus obrieni
- Dendrocopos noguchii

#### Podicipediformes

##### Podicipedidae
- Podiceps taczanowskii
- Tachybaptus rufolavatus

#### Procellariiformes

##### Diomedeidae
- Diomedea amsterdamensis
- Diomedea dabbenena
- Phoebastria irrorata
- Thalassarche eremita

##### Hydrobatidae
- Oceanites maorianus
- Oceanodroma macrodactyla

##### Procellariidae
- Pseudobulweria aterrima
- Pseudobulweria becki
- Pseudobulweria macgillivrayi
- Pterodroma caribbaea
- Pterodroma magentae
- Pterodroma phaeopygia
- Puffinus auricularis
- Puffinus mauretanicus

#### Psittaciformes

##### Psittacidae
- Amazona vittata
- Anodorhynchus glaucus
- Ara glaucogularis
- Cacatua haematuropygia
- Cacatua sulphurea
- Charmosyna amabilis
- Charmosyna diadema
- Charmosyna toxopei
- Cyanopsitta spixii
- Cyanoramphus malherbi
- Hapalopsittaca fuertesi
- Neophema chrysogaster
- Ognorhynchus icterotis
- Pezoporus occidentalis
- Pyrrhura griseipectus
- Strigops habroptila

#### Strigiformes

##### Strigidae
- Athene blewitti
- Glaucidium mooreorum
- Otus capnodes
- Otus moheliensis
- Otus pauliani
- Otus siaoensis

### Cephalaspidomorphi

#### Petromyzontiformes

##### Petromyzontidae
- Eudontomyzon hellenicus
- Lampetra spadicea

### Chondrichthyes

#### Carcharhiniformes

##### Carcharhinidae
- Carcharhinus hemiodon
- Glyphis gangeticus
- Glyphis garricki
- Glyphis siamensis
- Isogomphodon oxyrhynchus

##### Scyliorhinidae
- Haploblepharus kistnasamyi

##### Triakidae
- Mustelus fasciatus

#### Rajiformes

##### Narcinidae
- Narcine bancroftii

##### Narkidae
- Electrolux addisoni

##### Pristidae
- Anoxypristis cuspidata
- Pristis clavata
- Pristis microdon
- Pristis pectinata
- Pristis perotteti
- Pristis pristis
- Pristis zijsron

##### Rajidae
- Dipturus batis
- Leucoraja melitensis
- Okamejei pita

##### Rhinobatidae
- Rhinobatos horkelii

##### Urolophidae
- Urolophus javanicus

#### Squaliformes

##### Centrophoridae
- Centrophorus harrissoni

#### Squatiniformes

##### Squatinidae
- Squatina aculeata
- Squatina oculata
- Squatina squatina

### Mammalia

#### Afrosoricida

##### Chrysochloridae
- Cryptochloris wintoni

#### Carnivora

##### Canidae
- Canis rufus
- Pseudalopex fulvipes
- Urocyon littoralis

##### Felidae
- Lynx pardinus

##### Phocidae
- Monachus monachus
- Monachus schauinslandi

##### Procyonidae
- Procyon pygmaeus

##### Viverridae
- Viverra civettina

#### Cetartiodactyla

##### Bovidae
- Addax nasomaculatus
- Beatragus hunteri
- Bos sauveli
- Bubalus mindorensis
- Cephalophus adersi
- Nanger dama
- Pseudoryx nghetinhensis
- Saiga tatarica

##### Camelidae
- Camelus ferus

##### Cervidae
- Axis kuhlii

##### Iniidae
- Lipotes vexillifer

##### Phocoenidae
- Phocoena sinus

##### Suidae
- Porcula salvania
- Sus cebifrons

#### Chiroptera

##### Emballonuridae
- Coleura seychellensis

##### Hipposideridae
- Hipposideros lamottei

##### Molossidae
- Eumops floridanus

##### Mormoopidae
- Pteronotus paraguanensis

##### Mystacinidae
- Mystacina robusta

##### Natalidae
- Natalus jamaicensis
- Natalus primus

##### Phyllostomidae
- Artibeus incomitatus

##### Pteropodidae
- Aproteles bulmerae
- Dobsonia chapmani
- Mirimiri acrodonta
- Pteralopex flanneryi
- Pteralopex pulchra
- Pteropus aruensis
- Pteropus pselaphon
- Pteropus rodricensis
- Pteropus tuberculatus

##### Rhinolophidae
- Rhinolophus hilli

##### Vespertilionidae
- Murina tenebrosa
- Myotis hajastanicus
- Myotis yanbarensis
- Nyctophilus howensis
- Nyctophilus nebulosus
- Pharotis imogene
- Pipistrellus murrayi

#### Dasyuromorphia

##### Dasyuridae
- Sminthopsis aitkeni

#### Didelphimorphia

##### Didelphidae
- Marmosops handleyi

#### Diprotodontia

##### Burramyidae
- Burramys parvus

##### Macropodidae
- Dendrolagus mayri
- Dendrolagus mbaiso
- Dendrolagus pulcherrimus
- Dendrolagus scottae
- Dorcopsis atrata

##### Petauridae
- Petaurus abidi

##### Phalangeridae
- Ailurops melanotis
- Phalanger matanim
- Spilocuscus rufoniger
- Spilocuscus wilsoni

##### Potoroidae
- Bettongia penicillata
- Potorous gilbertii

##### Vombatidae
- Lasiorhinus krefftii

#### Eulipotyphla

##### Soricidae
- Congosorex phillipsorum
- Crocidura andamanensis
- Crocidura harenna
- Crocidura jenkinsi
- Crocidura nicobarica
- Crocidura trichura
- Crocidura wimmeri
- Cryptotis nelsoni
- Myosorex eisentrauti
- Sorex sclateri
- Sorex stizodon
- Suncus aequatorius

#### Lagomorpha

##### Leporidae
- Bunolagus monticularis

##### Ochotonidae
- Ochotona argentata

#### Monotremata

##### Tachyglossidae
- Zaglossus attenboroughi
- Zaglossus bartoni
- Zaglossus bruijni

#### Perissodactyla

##### Equidae
- Equus africanus
- Equus ferus

##### Rhinocerotidae
- Dicerorhinus sumatrensis
- Diceros bicornis
- Rhinoceros sondaicus

#### Pilosa

##### Bradypodidae
- Bradypus pygmaeus

#### Primates

##### Atelidae
- Ateles fusciceps
- Ateles hybridus
- Brachyteles hypoxanthus
- Lagothrix lugens
- Oreonax flavicauda

##### Callitrichidae
- Leontopithecus caissara
- Saguinus oedipus

##### Cebidae
- Cebus flavius
- Cebus kaapori
- Cebus xanthosternos

##### Cercopithecidae
- Cercopithecus dryas
- Macaca nigra
- Macaca pagensis
- Presbytis chrysomelas
- Procolobus pennantii
- Procolobus preussi
- Pygathrix cinerea
- Rhinopithecus avunculus
- Rungwecebus kipunji
- Simias concolor
- Trachypithecus delacouri
- Trachypithecus poliocephalus

##### Galagidae
- Galagoides rondoensis

##### Hominidae
- Gorilla gorilla
- Pongo abelii

##### Hylobatidae
- Nomascus concolor
- Nomascus hainanus
- Nomascus leucogenys
- Nomascus nasutus

##### Indriidae
- Propithecus candidus
- Propithecus perrieri

##### Lemuridae
- Hapalemur alaotrensis
- Prolemur simus
- Varecia variegata

##### Lepilemuridae
- Lepilemur septentrionalis

##### Pitheciidae
- Callicebus barbarabrownae
- Chiropotes satanas

#### Rodentia

##### Abrocomidae
- Abrocoma boliviensis

##### Capromyidae
- Mesocapromys nanus
- Mesocapromys sanfelipensis
- Mysateles garridoi
- Mysateles meridionalis

##### Caviidae
- Cavia intermedia

##### Chinchillidae
- Chinchilla chinchilla
- Chinchilla lanigera

##### Cricetidae
- Habromys chinanteco
- Habromys delicatulus
- Habromys ixtlani
- Habromys lepturus
- Habromys schmidlyi
- Melanomys zunigae
- Microtus bavaricus
- Neotoma nelsoni
- Peromyscus bullatus
- Peromyscus caniceps
- Peromyscus dickeyi
- Peromyscus guardia
- Peromyscus interparietalis
- Peromyscus mayensis
- Peromyscus mekisturus
- Peromyscus pseudocrinitus
- Peromyscus slevini
- Peromyscus stephani
- Reithrodontomys spectabilis
- Tylomys bullaris
- Tylomys tumbalensis

##### Ctenomyidae
- Ctenomys osvaldoreigi
- Ctenomys roigi
- Ctenomys sociabilis

##### Dasyproctidae
- Dasyprocta mexicana

##### Echimyidae
- Phyllomys mantiqueirensis
- Phyllomys unicolor

##### Geomyidae
- Geomys tropicalis
- Orthogeomys lanius
- Pappogeomys alcorni

##### Heteromyidae
- Dipodomys gravipes
- Dipodomys insularis
- Dipodomys margaritae

##### Muridae
- Bunomys coelestis
- Crateromys australis
- Cremnomys elvira
- Hylomyscus grandis
- Leporillus apicalis
- Melomys fraterculus
- Melomys rubicola
- Millardia kondana
- Nilopegamys plumbeus
- Solomys ponceleti
- Tokudaia muenninki
- Uromys boeadii
- Uromys emmae
- Uromys imperator
- Uromys porculus
- Zyzomys palatalis
- Zyzomys pedunculatus

##### Nesomyidae
- Dendromus kahuziensis

##### Octodontidae
- Octodon pacificus
- Pipanacoctomys aureus
- Salinoctomys loschalchalerosorum

##### Sciuridae
- Biswamoyopterus biswasi
- Marmota vancouverensis

### Reptilia

#### Crocodylia

##### Alligatoridae
- Alligator sinensis

##### Crocodylidae
- Crocodylus intermedius
- Crocodylus mindorensis
- Crocodylus rhombifer
- Crocodylus siamensis

##### Gavialidae
- Gavialis gangeticus

#### Squamata

##### Agamidae
- Cophotis dumbara
- Phrynocephalus golubewii
- Phrynocephalus horvathi

##### Anguidae
- Abronia montecristoi
- Celestus anelpistus
- Celestus warreni
- Diploglossus montisserrati

##### Chamaeleonidae
- Bradypodion taeniabronchum

##### Colubridae
- Alsophis antiguae
- Alsophis ater
- Chironius vincenti
- Lampropeltis herrerae
- Liophis cursor
- Lycodon chrysoprateros
- Masticophis anthonyi
- Opisthotropis kikuzatoi

##### Gekkonidae
- Lepidoblepharis montecanoensis
- Phelsuma antanosy

##### Iguanidae
- Brachylophus vitiensis
- Ctenosaura bakeri
- Ctenosaura melanosterna
- Ctenosaura oaxacana
- Ctenosaura oedirhina
- Ctenosaura palearis
- Cyclura carinata
- Cyclura collei
- Cyclura lewisi
- Cyclura pinguis
- Cyclura ricordi

##### Lacertidae
- Acanthodactylus beershebensis
- Acanthodactylus harranensis
- Acanthodactylus mechriguensis
- Acanthodactylus spinicauda
- Darevskia dryada
- Eremias pleskei
- Gallotia auaritae
- Gallotia bravoana
- Gallotia intermedia
- Gallotia simonyi
- Iberolacerta martinezricai
- Philochortus zolii
- Podarcis raffonei

##### Phrynosomatidae
- Sceloporus exsul

##### Polychrotidae
- Anolis roosevelti

##### Scincidae
- Brachymeles cebuensis
- Chalcides ebneri
- Eumeces longirostris
- Lerista allanae

##### Teiidae
- Ameiva polops

##### Viperidae
- Bothrops alcatraz
- Bothrops insularis
- Crotalus catalinensis
- Crotalus unicolor
- Montivipera wagneri
- Vipera anatolica
- Vipera darevskii
- Vipera orlovi

#### Testudines

##### Chelidae
- Chelodina mccordi
- Mesoclemmys dahli
- Pseudemydura umbrina

##### Cheloniidae
- Eretmochelys imbricata
- Lepidochelys kempii

##### Dermatemydidae
- Dermatemys mawii

##### Dermochelyidae
- Dermochelys coriacea

##### Geoemydidae
- Batagur baska
- Batagur kachuga
- Callagur borneoensis
- Cuora aurocapitata
- Vietnámi szelenceteknős (Cuora galbinifrons)
- Cuora mccordi
- Cuora pani
- Cuora trifasciata
- Cuora zhoui
- Lapos partiteknős (Heosemys depressa)
- Leucocephalon yuwonoi
- Annami víziteknős (Mauremys annamensis)
- Siebenrockiella leytensis

##### Podocnemididae
- Erymnochelys madagascariensis

##### Testudinidae
- Astrochelys radiata
- Astrochelys yniphora
- Geochelone platynota
- Pyxis arachnoides
- Pyxis planicauda
- Testudo kleinmanni

##### Trionychidae
- Apalone ater
- Chitra chitra
- Rafetus swinhoei

### Sarcopterygii

#### Coelacanthiformes

##### Latimeriidae
- Latimeria chalumnae

## Cnidaria

### Anthozoa

#### Scleractinia

##### Acroporidae
- Acropora cervicornis
- Acropora palmata

##### Dendrophylliidae
- Rhizopsammia wellingtoni
- Tubastraea floreana

##### Poritidae
- Porites pukoensis

##### Siderastreidae
- Siderastrea glynni

### Hydrozoa

#### Milleporina

##### Milleporidae
- Millepora boschmai

## Mollusca

### Bivalvia

#### Unionoida

##### Margaritiferidae
- Margaritifera auricularia
- Margaritifera hembeli

##### Unionidae
- Alasmidonta raveneliana
- Amblema neislerii
- Arkansia wheeleri
- Cyprogenia stegaria
- Dromus dromas
- Elliptio steinstansana
- Epioblasma brevidens
- Epioblasma capsaeformis
- Epioblasma metastriata
- Epioblasma othcaloogensis
- Epioblasma penita
- Fusconaia cor
- Fusconaia cuneolus
- Hemistena lata
- Lampsilis streckeri
- Lampsilis virescens
- Lasmigona decorata
- Lemiox rimosus
- Lexingtonia subplana
- Medionidus parvulus
- Medionidus penicillatus
- Medionidus simpsonianus
- Obovaria retusa
- Pegias fabula
- Plethobasus cicatricosus
- Plethobasus cooperianus
- Pleurobema chattanoogaense
- Pleurobema clava
- Pleurobema collina
- Pleurobema curtum
- Pleurobema furvum
- Pleurobema georgianum
- Pleurobema gibberum
- Pleurobema marshalli
- Pleurobema perovatum
- Pleurobema plenum
- Popenaias popeii
- Potamilus capax
- Ptychobranchus greenii
- Ptychobranchus jonesi
- Quadrula couchiana
- Quadrula fragosa
- Quadrula intermedia
- Quadrula sparsa
- Quadrula stapes
- Quadrula tuberosa
- Quincuncina mitchelli
- Rhombuniopsis tauriformis
- Toxolasma cylindrellus
- Villosa perpurpurea
- Villosa trabalis

### Gastropoda

#### Architaenioglossa

##### Almacsigafélék
- Lanistes neritoides

##### Cyclophoridae
- Alycaeus balingensis
- Boucardicus fidimananai
- Boucardicus fortistriatus
- Boucardicus simplex

##### Diplommatinidae
- Arinia boreoborneensis
- Arinia dentifera
- Arinia oviformis
- Arinia simplex
- Diplommatina cacuminulus
- Diplommatina madaiensis
- Opisthostoma decrespignyi
- Opisthostoma fraternum
- Opisthostoma inornatum
- Opisthostoma jucundum
- Opisthostoma mirabile
- Opisthostoma otostoma
- Opisthostoma perspectivum
- Opisthostoma sciaphilum
- Opisthostoma thersites
- Opisthostoma trapezium

##### Viviparidae
- Bellamya liberiana
- Margarya monodi
- Margarya yangtsunghaiensis

#### Cycloneritimorpha

##### Helicinidae
- Ogasawarana chichijimana
- Ogasawarana habei
- Ogasawarana metamorpha
- Ogasawarana rex
- Ogasawarana yoshiwarana

##### Neritidae
- Neritina tiassalensis

#### Hygrophila

##### Lymnaeidae
- Lantzia carinata
- Stagnicola utahensis

##### Planorbidae
- Ancylastrum cumingianus
- Biomphalaria barthi
- Ceratophallus socotrensis
- Gyraulus cockburni
- Neoplanorbis tantillus

#### Littorinimorpha

##### Bithyniidae
- Gabbiella neothaumaeformis
- Sierraia outambensis
- Soapitia dageti

##### Hydrobiidae
- Angrobia grampianensis
- Belgrandiella austriana
- Belgrandiella ganslmayri
- Belgrandiella mimula
- Belgrandiella parreyssii
- Belgrandiella pelerei
- Belgrandiella styriaca
- Belgrandiella wawrai
- Bythinella bicarinata
- Bythiospeum cisterciensorum
- Coahuilix hubbsi
- Hemistoma whiteleggei
- Jardinella colmani
- Pyrgulopsis bruneauensis
- Somatogyrus biangulatus
- Somatogyrus coosaensis
- Somatogyrus crassus
- Somatogyrus currierianus
- Somatogyrus decipiens
- Somatogyrus excavatus
- Somatogyrus hendersoni
- Somatogyrus humerosus
- Somatogyrus nanus
- Somatogyrus obtusus
- Somatogyrus pygmaeus
- Somatogyrus quadratus
- Somatogyrus strengi
- Somatogyrus tennesseensis

##### Pomatiopsidae
- Fenouilia kreitneri
- Tomicha cawstoni
- Tomicha natalensis
- Tomichia cawstoni
- Tomichia natalensis
- Tomichia tristis

#### Sacoglossa

##### Siphonariidae
- Siphonaria compressa

#### Sorbeoconcha

##### Pleuroceridae
- Elimia ampla
- Elimia annettae
- Leptoxis melanoidus

#### Stylommatophora

##### Achatinellidae
- Achatinella apexfulva
- Achatinella bellula
- Achatinella bulimoides
- Achatinella byronii
- Achatinella cestus
- Achatinella concavospira
- Achatinella curta
- Achatinella decipiens
- Achatinella fulgens
- Achatinella fuscobasis
- Achatinella leucorrhaphe
- Achatinella lila
- Achatinella lorata
- Achatinella mustelina
- Achatinella phaeozona
- Achatinella pulcherrima
- Achatinella pupukanioe
- Achatinella sowerbyana
- Achatinella stewartii
- Achatinella swiftii
- Achatinella taeniolata
- Achatinella turgida
- Achatinella viridans
- Achatinella vulpina
- Gulickia alexandri
- Partulina confusa
- Partulina dubia

##### Amastridae
- Amastra cylindrica
- Amastra micans
- Amastra rubens
- Amastra spirizona
- Armsia petasus
- Laminella sanguinea
- Tropidoptera heliciformis

##### Bradybaenidae
- Helicostyla smargadina

##### Cerastidae
- Pachnodus oxoniensis

##### Cerionidae
- Cerion nanus

##### Charopidae
- Kondoconcha othnius
- Mautodontha boraborensis
- Mautodontha ceuthma
- Opanara altiapica
- Opanara areaensis
- Opanara bitridentata
- Opanara caliculata
- Opanara depasoapicata
- Opanara duplicidentata
- Opanara fosbergi
- Opanara megomphala
- Opanara perahuensis
- Orangia maituatensis
- Radioconus goeldi
- Rhysoconcha variumbilicata
- Ruatara koarana
- Trachycystis clifdeni
- Trachycystis placenta

##### Clausiliidae
- Lampedusa melitensis

##### Draparnaudiidae
- Draparnaudia anniae
- Draparnaudia subnecata

##### Endodontidae
- Cookeconcha contorta
- Endodonta apiculata

##### Enidae
- Euchondrus ramonensis
- Napaeus isletae
- Pene galilaea

##### Euconulidae
- Dupontia levensonia
- Trochochlamys ogasawarana

##### Ferussaciidae
- Cecilioides eulima

##### Helicarionidae
- Erepta stylodon
- Harmogenanina implicata
- Zingis radiolata

##### Helicidae
- Hemicycla saulcyi
- Leptaxis vetusa
- Tyrrhenaria ceratina

##### Helicodiscidae
- Zilchogyra paulistana

##### Helminthoglyptidae
- Helminthoglypta walkeriana
- Micrarionta feralis

##### Hygromiidae
- Caseolus subcalliferus
- Discula lyelliana
- Discula testudinalis
- Discula tetrica
- Falkneria camerani
- Geomitra delphinuloides
- Trochoidea pseudojacosta
- Xerosecta giustii

##### Lauriidae
- Leiostyla abbreviata
- Leiostyla cassidula
- Leiostyla gibba
- Leiostyla heterodon
- Leiostyla simulator

##### Oreohelicidae
- Radiocentrum avalonense

##### Orthalicidae
- Bulimulus achatellinus
- Bulimulus adelphus
- Bulimulus adserseni
- Bulimulus chemitzioides
- Bulimulus curtus
- Bulimulus deridderi
- Bulimulus duncanus
- Bulimulus eos
- Bulimulus eschariferus
- Bulimulus galapaganus
- Bulimulus habeli
- Bulimulus hirsutus
- Bulimulus indefatigabilis
- Bulimulus jacobi
- Bulimulus lycodus
- Bulimulus ochsneri
- Bulimulus reibischi
- Bulimulus saeronius
- Bulimulus sculpturatus
- Bulimulus sp. nov. 'josevillani'
- Bulimulus sp. nov. 'krameri'
- Bulimulus sp. nov. 'nilsodhneri'
- Bulimulus sp. nov. 'tuideroyi'
- Bulimulus sp. nov. 'vanmoli'
- Bulimulus tanneri
- Bulimulus wolfi
- Leuchocharis pancheri
- Placostylus bivaricosus

##### Partulidae
- Partula affinis
- Partula calypso
- Partula clara
- Partula emersoni
- Partula gibba
- Partula guamensis
- Partula langfordi
- Partula leucothoe
- Partula martensiana
- Partula otaheitana
- Partula radiolata
- Partula taeniata
- Partula thetis
- Samoana abbreviata
- Samoana attenuata
- Samoana bellula
- Samoana burchi
- Samoana decussatula
- Samoana dryas
- Samoana fragilis
- Samoana hamadryas
- Samoana oreas
- Samoana strigata

##### Polygyridae
- Inflectarius magazinensis

##### Pupillidae
- Gyliotrachela luctans

##### Rhytididae
- Natalina beyrichi
- Rhytida clarki
- Rhytida oconnori

##### Streptaxidae
- Conturbatia crenata
- Glabrennea silhouettensis
- Glabrennea thomasseti
- Gonospira duponti
- Gulella puzeyi
- Gulella salpinx
- Priodiscus spinatus

##### Strophocheilidae
- Gonyostomus gonyostomus
- Hirinaba curytibana
- Megalobulimus grandis
- Megalobulimus proclivis

##### Succineidae
- Oxyloma kanabense

##### Vertiginidae
- Hypselostoma elephas
- Paraboysidia serpa

#### Vetigastropoda

##### Haliotidae
- Haliotis cracherodii

## Onychophora

### Onychophora

#### Onychophora

##### Peripatidae
- Speleoperipatus spelaeus

##### Peripatopsidae
- Opisthopatus roseus
- Peripatopsis leonina